# Rhythm Tengoku
Rhythm Tengoku (en japonés リズム天国, traducible al español como Paraíso del ritmo) es un videojuego musical desarrollado por Nintendo Research & Development 1 para Game Boy Advance y que fue publicado solo en Japón. El juego recibió el premio de excelencia en la categoría de videojuegos del Festival de arte de Japón en 2006.

## Sistema de juego
El tipo de argumento y estilo visual de Rhythm Tengoku es algo similar a la saga WarioWare. Cada nivel es un minijuego que requiere la habilidad del jugador para realizar una acción en sincronía con el ritmo, creando así un ritmo que acompañe correctamente a la música de fondo (Por ejemplo, batear numerosas pelotas de béisbol al compás de la música). La mecánica de las pruebas es muy sencilla, ya que basta con llevar el ritmo apretando un solo botón (A).
El juego se divide en fases separadas y cada una de ellas consta de seis niveles. El jugador puede superarlos de tres maneras ("suspenso", "mediocre" o "alto nivel") y una vez que completa el nivel en "mediocre" o "alto nivel" accede al siguiente. Hay seis niveles en cada fase, siendo la última un "remix" que resulta una suma de las cinco pruebas anteriores del nivel. En total hay ocho fases con 48 niveles.
Existe una fase que aparece cuando logramos una puntuación alta en las pruebas, que es la "partida perfecta". En ella hay que superarla de forma perfecta, ya que al más mínimo error se pierde la posibilidad de completarla. Si el nivel se supera sin errores aparecerá una especie de certificado junto a la prueba. Si se completan todas las pruebas perfectamente aparece un certificado especial.
La música del juego está producida por Tsunku (famoso por Hello! Project) que, junto con Yoshio Sakamoto, trabajó en la banda sonora y sonidos del juego, mientras que el estilo visual está realizado por el equipo de diseñadores gráficos de WarioWare.

## Versiones
Rhythm Tengoku tuvo tres versiones:
- Rhythm Tengoku, la que se está hablando en este artículo.

- Rhythm Tengoku Arcade, una versión exclusiva de Japón que es como un remake de Rhythm Tengoku, esta versión fue creada por SEGA en 2007.
- Y por último, Rhythm Heaven Silver, el cual trajo la experiencia de Rhythm Tengoku a América y a Europa y está traducido al inglés (este último no es oficial y está hecho por fanes).

## Repercusión
Se ha lanzado en 2008 una segunda parte para Nintendo DS llamada Rhythm Paradise con un lanzamiento internacional a los mercados de Estados Unidos y Europa. En este juego el jugador emplea el stylus para seguir el ritmo de cada fase.
El 20 de septiembre de 2007 Nintendo y SEGA lanzaron una máquina recreativa del videojuego que marcó la primera colaboración entre las dos compañías para sistemas arcade. El juego tiene diferencias, siendo la principal el estar basado en un modo de dos jugadores, aunque las canciones eran las mismas que en el juego de GBA. Si el jugador obtenía el suspenso o la nota mediocre perdía una de las dos vidas que obtenía por crédito.